# Miss Universe Colombia 2023
Miss Universe Colombia 2023 fue la 4.ª edición del certamen Miss Universe Colombia. Se llevó a cabo el 2 de septiembre de 2023 en el  Centro de Eventos del Caribe Puerta de Oro, Barranquilla, Colombia. 24 candidatas, provenientes de diferentes departamentos y ciudades del país, compitieron por el título. Al final del evento, María Fernanda Aristizábal, Miss Universe Colombia 2022, de Quindío, coronó a Camila Avella, de Casanare, como su sucesora. La ganadora representó a Colombia en Miss Universo 2023 en El Salvador, donde se posicionó en el top 5.
A partir de esta edición la Organización Miss Universo acepta mujeres casadas y con hijos que no sobrepasen los 28 años.

## Jurados
El panel de jurados estuvo conformado por:
- Jason Co – Empresario, Presidente del Jurado
- Aysjel Bernadette – Directora nacional de Miss Universe Curaçao
- Cesar Velilla – Cirujano cosmético
- Tatyana Orozco – Economista
- Andrea Meza – Modelo, Miss Universo 2020

## Resultados
| Resultado final             | Candidata |
| --------------------------- | --- |
| Miss Universe Colombia 2023 | - Casanare - Camila Avella |
| 1.ª finalista               | - Norte de Santander - Adriana Numa |

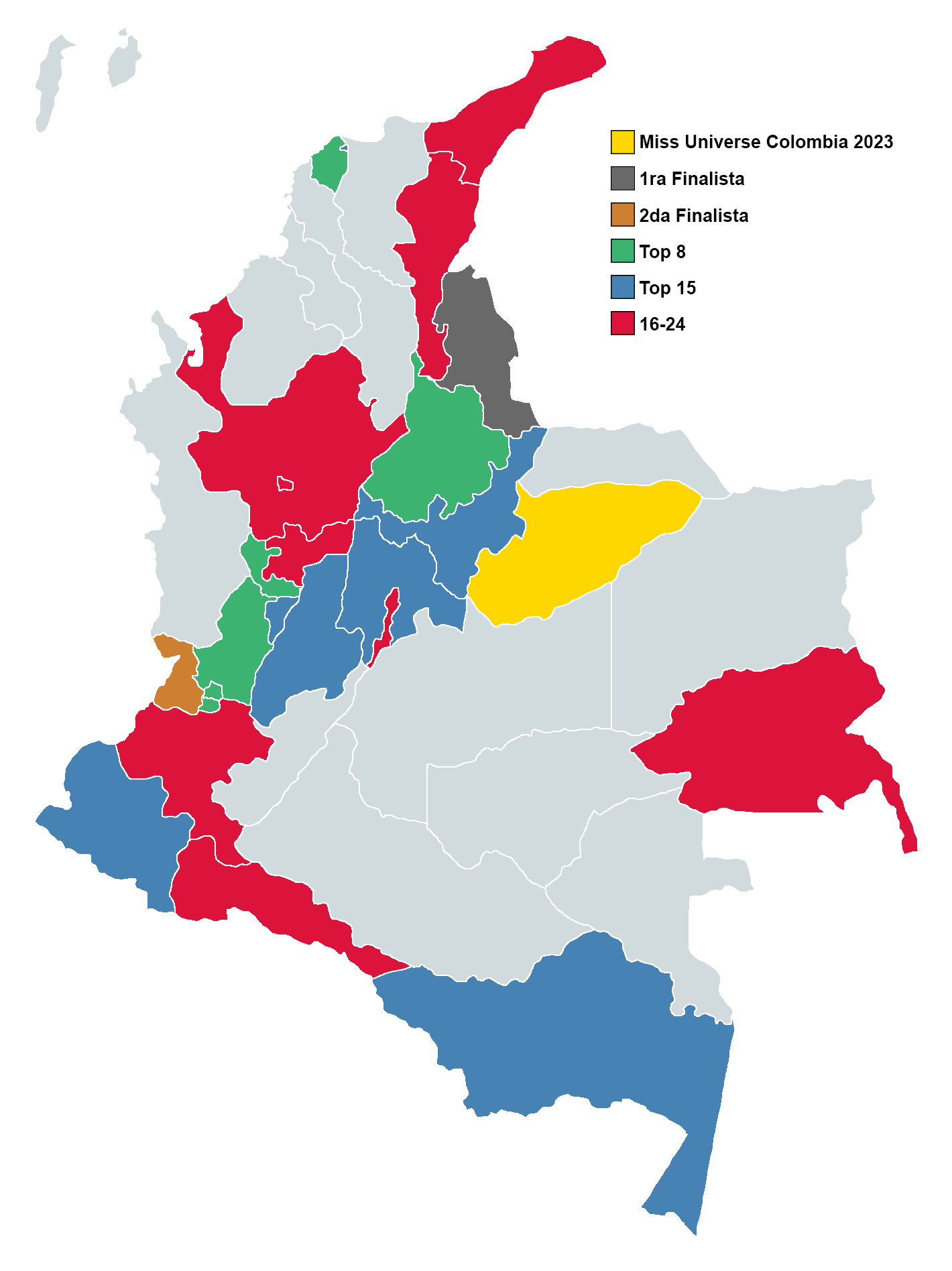
Resultados de Miss Universe Colombia 2023.

| 2.ª finalista               | - Buenaventura - Lina María Hurtado |
| Top 8                       | - Atlántico - Sophia Koepke - Cali - Wendy Murillo - Risaralda - Valentina Valderrama § - Santander - Nina Pinzón § - Valle del Cauca - Valentina Cardona                                        |
| Top 15                      | - Amazonas - María Paula Torres - Boyacá - Laura Parra - Cundinamarca - Sherren Londoño - Nariño - Rouse Cortés § - Quindío - Jazmín Arenas - Soledad - Marleidys Morales - Tolima - Dany Sierra |

§ – Votada por el público vía internet para completar el cuadro de 15 semifinalistas.

### Orden de clasificación
| Top 15             | Top 8              | Top 3              |
| ------------------ | ------------------ | ------------------ |
| Santander          | Atlántico          | Buenaventura       |
| Risaralda          | Buenaventura       | Norte de Santander |
| Nariño             | Risaralda          | Casanare           |
| Atlántico          | Cali               |                    |
| Buenaventura       | Valle del Cauca    |                    |
| Norte de Santander | Casanare           |                    |
| Soledad            | Santander          |                    |
| Amazonas           | Norte de Santander |                    |
| Boyacá             |                    |                    |
| Cali               |                    |                    |
| Casanare           |                    |                    |
| Tolima             |                    |                    |
| Valle del Cauca    |                    |                    |
| Quindío            |                    |                    |
| Cundinamarca       |                    |                    |

### Premiaciones especiales
La Organización Miss Universe Colombia y algunos patrocinadores hacen entrega de varios premios especiales durante las actividades preliminares del concurso.
| Premio                   | Candidata ganadora                                                                                              |
| ------------------------ | --- |
| Mejor Compañera          | - Medellín - Valeria Giraldo Toro                                                                               |
| Miss Rostro Mubarak      | - Norte de Santander - Adriana Catalina Numa Vega                                                               |
| Cuerpo Sano              | - Santander - Nina María Pinzón Zambrano                                                                        |
| Sonrisa Universal        | - Caldas - Valeria Gallego Salazar                                                                              |
| Mejor Pasarela           | - Soledad - Marleidys Morales Pérez                                                                             |
| Miss Elegancia Mariano   | - Atlántico - Sophia Isabel Koepke Julio                                                                        |
| Figura Bodytech          | - Bogotá D.C - Daniela Aristizábal Salazar                                                                      |
| Miss Forma Tu Cuerpo Fit | - Medellín - Valeria Giraldo Toro                                                                               |
| Miss Bulova Time         | - Casanare - María Camila Avella Montañez                                                                       |
| MUBA Model               | - Cundinamarca - Sherren Londoño Perea - Medellín - Valeria Giraldo Toro - Tolima - Dany Yohana Sierra Pastrana |
| Miss Influencer Bulova   | - Tolima - Dany Yohana Sierra Pastrana                                                                          |

#### Mejor Compañera
Este premio es entregado por las mismas Candidatas a quien consideran la Mejor Compañera del Concurso.
| Puesto   | Candidata                         |
| -------- | --------------------------------- |
| Ganadora | - Medellín - Valeria Giraldo Toro |

#### Miss Rostro Mubarak
Mubarak Medical Center, la marca pionera en cuidado de salud estética, se encargó de seleccionar a la aspirante que, a partir de unos parámetros establecidos, fuese poseedora del rostro más atractivo.
| Puesto   | Candidata |
| -------- | --- |
| Ganadora | - Norte de Santander - Adriana Catalina Numa Vega |
| Top 5    | - Bogotá D.C - Daniela Aristizábal Salazar - Cali - Wendy Michelle Murillo Murillo - Casanare - María Camila Avella Montañez - Valle - Valentina Cardona Rincón |

#### Cuerpo Sano
La marca de vestidos de ST. Even premió a la participante que tuviese el cuerpo más saludable e integral de toda la competencia.
| Puesto   | Candidata                                |
| -------- | ---------------------------------------- |
| Ganadora | - Santander - Nina María Pinzón Zambrano |

#### Sonrisa Universal
La clínica odontológica Christian Salazar hizo entrega de un premio de COL$ 5 000 000 a la candidata con mejor sonrisa escogida por votación en redes sociales y por el equipo de profesionales de Christian Salazar. Por otra parte, ella recibirá tratamientos estéticos en salud odontológica durante todo un año.
| Puesto   | Candidata |
| -------- | --- |
| Ganadora | - Caldas - Valeria Gallego Salazar |
| Top 5    | - Buenaventura - Lina María Hurtado Mosquera - Casanare - María Camila Avella Montañez - Norte de Santander - Adriana Catalina Numa Vega - Tolima - Dany Yohana Sierra Pastrana |

#### Mejor Pasarela
La marca de vestidos de ST. Even premió a la participante que tuviese la pasarela más impactante durante la competencia en traje de baño.
| Puesto   | Candidata                           |
| -------- | ----------------------------------- |
| Ganadora | - Soledad - Marleidys Morales Pérez |

#### Miss Elegancia Mariano
Esta competencia se realizó con el objetivo de elegir a la delegada que mejor se desenvolviera en una pasarela elegante durante dos salidas. Las concursantes debían lucir los diseños de la firma Mariano Fernández, patrocinador del certamen, de manera fina y con clase, mostrando seguridad y confianza en sí mismas. La ganadora recibió un premio de COL$ 10 000 000 y una beca para estudios superiores en Colombia. Por otra parte, ella será la embajadora de la marca durante todo un año.
| Puesto        | Candidata |
| ------------- | --- |
| Ganadora      | - Atlántico - Sophia Isabel Koepke Julio |
| 1.ª finalista | - Putumayo - Darling Maryuri Valencia Cortés |
| 2.ª finalista | - Tolima - Dany Yohana Sierra Pastrana |
| Top 7         | - Buenaventura - Lina María Hurtado Mosquera - Casanare - María Camila Avella Montañez - Norte de Santander - Adriana Catalina Numa Vega - Risaralda - Valentina Valderrama Patiño |

#### Figura Bodytech
Esta competencia se realizó con el objetivo de elegir a la delegada que mejor se desenvolviera en distantes rutinas y retos deportivos en dónde las concursantes debían hacer varias series de ejercicios. La ganadora recibió un premio de 1 año de entrenamiento en Bodytech.
| Puesto        | Candidata                                         |
| ------------- | ------------------------------------------------- |
| Ganadora      | - Bogotá D.C - Daniela Aristizábal Salazar        |
| 1.ª finalista | - Cali - Wendy Michelle Murillo Murillo           |
| 2.ª finalista | - La Guajira - Mayderlyng Stephanie Carruyo Rojas |

#### Miss Forma Tu Cuerpo Fit
Fajas Forma Tu Cuerpo, marca patrocinadora elegirá por medio de 2 presentaciones a la candidata que mejor luzca sus fajas. La ganadora firmará un contrato publicitario con la marca por un año, se llevará $ 44 000 000, viajes nacionales e internacionales, joyas, calzado y vestidos de marcas patrocinadoras. Por otro lado, las finalistas recibirán $ 34 000 000 y un contrato con la marca Fajas Forma Tu Cuerpo.
| Puesto   | Candidata                                                                        |
| -------- | -------------------------------------------------------------------------------- |
| Ganadora | - Medellín - Valeria Giraldo Toro                                                |
| Top 3    | - Casanare - María Camila Avella Montañez - Tolima - Dany Yohana Sierra Pastrana |

#### Miss Bulova Time
Bulova, marca patrocinadora del concurso, realizó entrega de un reloj especial a la representante más creativa, innovadora y original al momento de realizar contenido para sus redes sociales promocionando el nombre de la empresa. Además, otro de los factores que se tuvo en cuenta para otorgar el reconocimiento de Miss Bulova Time fue la puntualidad de las candidatas en cada una de las actividades llevadas a cabo durante la concentración.
| Puesto   | Candidata |
| -------- | --- |
| Ganadora | - Casanare - María Camila Avella Montañez |
| Top 6    | - Amazonas - María Paula Torres Penagos - Caldas - Valeria Gallego Salazar - Cesar - María Juliana Pardo Mejía - Putumayo - Darling Maryuri Valencia Cortés - Tolima - Dany Yohana Sierra Pastrana |

#### MUBA Model
MUBA Cosmetics, la marca de maquillaje oficial del concurso realizó una dinámica en redes sociales dónde por medio de un Reel las candidatas promocionaron sus productos, las ganadoras eran las candidatas que más Likes y Comentarios obtuvieran en sus videos. Por otra parte, MUBA Cosmetics entrega a las ganadoras USD$ 500 en maquillaje por un año, 3 maquillajes y 3 peinados gratis, 1 campaña para MUBA y el título de MUBA Model 2023.
| Puesto    | Candidata |
| --------- | --- |
| Ganadoras | - Cundinamarca - Sherren Londoño Perea - Medellín - Valeria Giraldo Toro - Tolima - Dany Yohana Sierra Pastrana |

#### Miss Influencer Bulova
Bulova, marca patrocinadora del concurso, realizó entrega de un reloj especial a la representante más creativa, innovadora y original al momento de realizar contenido para sus redes sociales promocionando el nombre de la empresa.
| Puesto   | Candidata |
| -------- | --- |
| Ganadora | - Tolima - Dany Yohana Sierra Pastrana |
| Top 5    | - Antioquia - Luisa Fernanda Urrea Henao - Boyacá - Laura Valentina Parra Giraldo - Cesar - María Juliana Pardo Mejía - Guainía - Luisa María Lozano Lozano |

## Candidatas
24 candidatas han sido confirmadas para competir por el título:
| Representación     | Candidata                          | Edad | Residencia   |
| ------------------ | ---------------------------------- | ---- | ------------ |
| Amazonas           | María Paula Torres Penagos         | 25   | Leticia      |
| Antioquia          | Luisa Fernanda Urrea Henao         | 21   | Medellín     |
| Atlántico          | Sophia Isabel Koepke Julio         | 23   | Miami        |
| Bogotá D.C         | Daniela Aristizábal Salazar        | 26   | Cali         |
| Boyacá             | Laura Valentina Parra Giraldo      | 22   | Bogotá       |
| Buenaventura       | Lina María Hurtado Mosquera        | 24   | Buenaventura |
| Caldas             | Valeria Gallego Salazar            | 24   | Manizales    |
| Cali               | Wendy Michelle Murillo Murillo     | 26   | Cali         |
| Casanare           | María Camila Avella Montañez       | 28   | Yopal        |
| Cauca              | Lizeth Mayesti Sinisterra Ramírez  | 24   | Popayán      |
| Cesar              | María Juliana Pardo Mejía          | 25   | Valledupar   |
| Cundinamarca       | Sherren Londoño Perea              | 22   | Bogotá       |
| Guainía            | Luisa María Lozano Lozano          | 28   | Inirida      |
| La Guajira         | Mayderlyng Stephanie Carruyo Rojas | 25   | Maracaibo    |
| Medellín           | Valeria Giraldo Toro               | 23   | Medellín     |
| Nariño             | Rouse Valentina Cortés Betancourt  | 26   | Pasto        |
| Norte de Santander | Adriana Catalina Numa Vega         | 25   | Chinácota    |
| Putumayo           | Darling Maryuri Valencia Cortés    | 24   | Cali         |
| Quindío            | Jazmín Eliana Arenas Usma          | 27   | Armenia      |
| Risaralda          | Valentina Valderrama Patiño        | 27   | Pereira      |
| Santander          | Nina María Pinzón Zambrano         | 27   | Bucaramanga  |
| Soledad            | Marleidys Morales Pérez            | 28   | Soledad      |
| Tolima             | Dany Yohana Sierra Pastrana        | 25   | Teruel       |
| Valle del Cauca    | Valentina Cardona Rincón           | 24   | Cali         |

### Retiros
- Bolívar - Daniella González Reyes había sido seleccionada oficialmente como Miss Bolívar 2023, pero se retiró pocas semanas antes de iniciar el concurso por motivos laborales.
- Bucaramanga - María Alejandra Castillo Schoonewolff había sido seleccionada oficialmente como Miss Bucaramanga 2023, pero se retiró pocas semanas antes de iniciar el concurso por motivos personales.

### Regresos
- Cali - Wendy Michelle Murillo Murillo participaría en la edición anterior como Miss Huila 2021, pero por motivos personales se retiró de la competencia, este año regresa y se le otorga por parte de la organización nacional el derecho de participar con la banda de Miss Cali 2023.

## Participación en otros concursos

### Reinados Nacionales
Señorita Colombia
- 2021:  Tolima - Dany Yohana Sierra Pastrana

- 2019:  Valle - Valentina Cardona Rincón (Top 10)

Reinado Nacional del Bambuco
- 2019:  Cali - Wendy Michelle Murillo Murillo (Ganadora), (representando a  Valle)

Reinado Nacional del Cacao
- 2017:  Santander - Nina María Pinzón Zambrano (representando a  Cundinamarca)

Reinado Nacional del Turismo
- 2017:  Buenaventura - Lina María Hurtado Mosquera (Primera Princesa)

Reinado Nacional de la Ganadería
- 2018:  Tolima - Dany Yohana Sierra Pastrana (Virreina)

Reinado Nacional del Chontaduro
- 2018:  Buenaventura - Lina María Hurtado Mosquera (Ganadora)

Miss Afrodescendiente
- 2017:  Buenaventura - Lina María Hurtado Mosquera (Ganadora)

- 2017:  Cali - Wendy Michelle Murillo Murillo

### Reinados Departamentales
Reinado del Carnaval de Negros y Blancos
- 2019:  Nariño: Rouse Valentina Cortés Betancourt (Ganadora)

Señorita Bogotá
- 2019:  Boyacá - Laura Valentina Parra Giraldo (Finalista)
- 2015:  Casanare - María Camila Avella Montañez

Señorita Casanare
- 2018:  Casanare - María Camila Avella Montañez (Ganadora)

Señorita Tolima
- 2021:  Tolima - Dany Yohana Sierra Pastrana (Ganadora)

Señorita Valle
- 2019:  Valle - Valentina Cardona Rincón (Ganadora)

Sirena de la Cumbia
- 2018:  Soledad - Marleidys Morales Pérez (Ganadora), (representando a  Atlántico)

Niña Casanare
- 2006:  Casanare - María Camila Avella Montañez (Ganadora)

Niña Colombia
- 2006:  Casanare - María Camila Avella Montañez (Mejor Rostro)

## Sobre los departamentos y distritos en Miss Universe Colombia 2023

### Departamentos y ciudades que debutan en la competencia
- Guainía,  Medellín y  Soledad participarán por primera vez en el certamen.

### Departamentos y ciudades ausentes (en relación con la edición anterior)
- Bolívar,  Caquetá,  Cartagena,  Chocó,  Córdoba,  Huila,  Meta y  Sucre no participarán en esta edición de Miss Universe Colombia.

### Departamentos que regresan a la competencia
- Amazonas,  Cauca,  Cesar,   Nariño y  Putumayo que concursaron por primera vez en 2020.